# Alexander von Benckendorff
Alexander von Benckendorff (in russo граф Александр Христофорович Бенкендорф?, Aleksandr Christoforovič Benkendorf; Reval, 4 luglio 1781 – Keila-Joa, 5 ottobre 1844) è stato un generale russo, aiutante generale dello zar Alessandro I, comandante delle unità partisan (irregolari cosacchi) durante la guerra del 1812-13.
Viene spesso ricordato per il suo successivo incarico, sotto lo zar Nicola I, di capo della polizia politica, la Terza Sezione, e per aver creato l'Otdel'nyj korpus žandarmov (in russo Отдельный корпус жандармов?, Corpo separato dei gendarmi), una speciale gendarmeria al servizio della polizia politica.

## Biografia

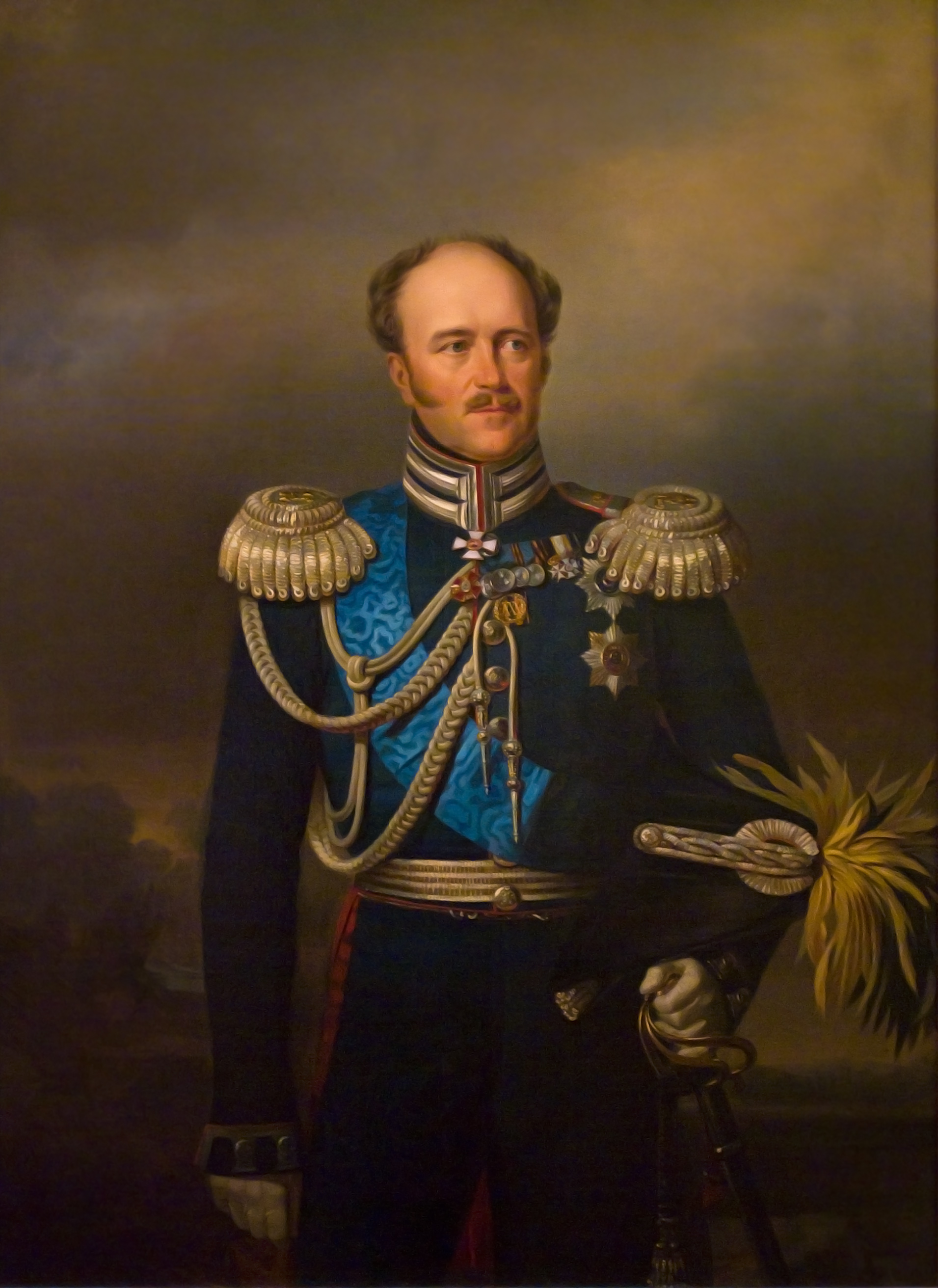
Alexander von Benckendorff in un ritratto del 1840

Alexander von Benckendorff nacque in una famiglia tedesca del Baltico a Reval (poi ribattezzata Tallinn, facente parte dell'Estonia). Suo padre era il generale Christoph von Benckendorff, governatore militare della Livonia, mentre suo fratello Konstantin von Benckendorff fu generale e diplomatico; la sorella Dorothea fece parte della vita mondana e politica di Londra e Parigi. Durante la campagna napoleonica di Russia, Benckendorff guidò l'offensiva Veliž, prendendo prigionieri tre generali francesi. Quando Mosca fu liberata, divenne il comandante delle sue guarnigioni. Nella campagna militare estera che seguì, sconfisse un contingente francese a Tempelberg, e fu uno dei primi russi ad entrare a Berlino. Si distinse anche nella battaglia di Lipsia, ed in seguito cacciò i francesi che stavano occupando i Paesi Bassi. Dopo che le forze britanniche e prussiane arrivarono per prendere il suo posto, la sua unità proseguì verso la conquista di Lovanio e Malines, liberando 600 inglesi imprigionati lungo la strada.

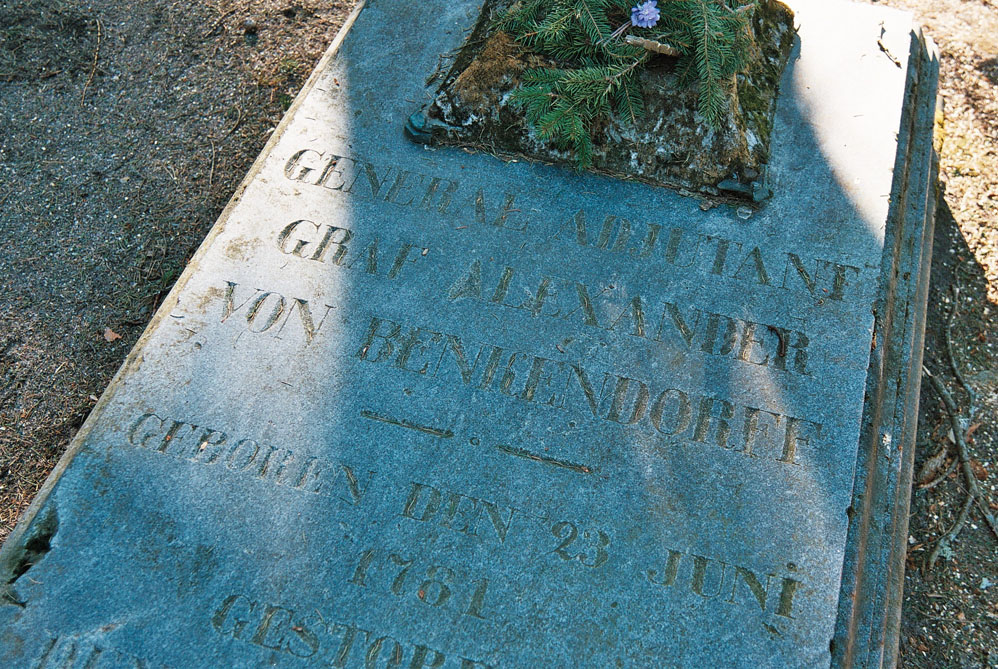
Tomba di Alexander von Benkendorff a Keila-Joa, Estonia, 2009

Nel 1821 tentò di allertare Alessandro I contro il rischio rappresentato dai decabristi, un'organizzazione clandestina, ma lo zar ne ignorò il parere. Dopo la rivolta decabrista del 1825, presiedette il comitato investigativo e organizzò la creazione di corpi di gendarmi e di una polizia segreta, la Terza Sezione della Cancelleria Imperiale. Fu il primo capo dei gendarmi e direttore esecutivo della Terza Sezione dal 1826 al 1844. Sotto la sua guida la Terza Sezione introdusse una ferrea censura su letteratura e teatro.
Il suo giudizio sulla Russia si riassume nella sua frase secondo la quale «il passato della Russia fu ammirevole, il suo presente è più che magnifico e, quanto al suo futuro, esso va oltre la più audace immaginazione». Come capo censore fu coinvolto nel destino e nella tragica morte di Aleksandr Sergeevič Puškin in un duello non necessario, coinvolgimento che per lungo tempo lo rese "non citabile" nella storiografia russa.
Benkendorff soffriva della bizzarra tendenza a dimenticare il proprio nome, e periodicamente doveva ricontrollarlo leggendolo sul proprio biglietto da visita. Dal 1935 circa, la sua famiglia si trasferì in un maniero neogotico a Schloss Fall (oggi Keila-Joa) vicino a Tallinn, nell'odierna Estonia.

## Appunti di Benckendorff
Una recente pubblicazione russa ha rivelato nuovi particolari della sua gioventù: Gli appunti di Benckendorf: la guerra patriottica; anno 1813: la liberazione dei Paesi Bassi. Questo libro riproduce due sezioni degli appunti privati di Benckendorff, relativi alle guerre napoleoniche, e la corrispondenza con i suoi contemporanei, Bagration ed altri.
Secondo questo libro Benckendorff tenne appunti personali e diari per tutta la vita. Un'ulteriore fonte per i suoi appunti, in questo caso da poco prima del 1840, è il volume 91 della rivista Istoričeskij vestnik del 1903.